# Taka-Vaimasjärvi
Taka-Vaimasjärvi eller Taka Voimasjärvi är en sjö i Finland. Den ligger i kommunen Kittilä i landskapet Lappland, i den norra delen av landet, 800 km norr om huvudstaden Helsingfors. Taka-Vaimasjärvi ligger 179,2 meter över havet. Arean är 30,5 hektar och strandlinjen är 2,65 kilometer lång. Sjön  ingår i Kemi älvs huvudavrinningsområde. 